# Hugh Foley
Hugh Miller Foley (født 3. marts 1944 i Seattle, Washington, USA, død 9. november 2016) var en amerikansk roer og olympisk guldvinder.
Foley vandt som del af den amerikanske otter en guldmedalje ved OL 1964 i Tokyo. Brødrene Joseph og Thomas Amlong, Boyce Budd, Emory Clark, Stanley Cwiklinski, Bill Knecht, William Stowe og styrmand Róbert Zimonyi udgjorde resten af bådens besætning. Amerikanerne vandt finalen overlegent foran Tyskland, der fik sølv, mens Tjekkoslovakiet tog bronzemedaljerne. Det var det eneste OL, Foley deltog i.

## OL-medaljer
- 1964:  Guld i otter